# GNOME Display Manager
GDM (GNOME Display Manager) – menedżer logowania dla środowiska graficznego GNOME (choć jego obecność w systemie nie jest konieczna do działania samego GDM). Został zaprojektowany jako prostsza w konfiguracji alternatywa dla domyślnego w X11 menedżera XDM.